# اچ‌ام‌اس آنتلوپ (۱۶۵۳)
اچ‌ام‌اس آنتلوپ (۱۶۵۳) (به انگلیسی: HMS Antelope (1653)) یک کشتی بود که طول آن ۱۰۱ فوت (۳۰٫۸ متر) بود.